# Азъял (починок)
 Азъял  — починок в Моркинском районе Республики Марий Эл. Входит в состав Себеусадского сельского поселения.

## География
Находится в юго-восточной части республики Марий Эл на расстоянии приблизительно 7 км по прямой на запад от районного центра посёлка Морки.

## История
Основан в 1919 году переселенцем из деревни Азъял. В 1940-е годы в деревне было 20 дворов, в 2004 году осталось 14 хозяйств. В советское время работали колхозы Патыр иге", «Боевик» и имени Карла Маркса.

## Население
Население составляло 48 человек (мари 98 %) в 2002 году, 28 в 2010.